# Giuseppe Troiani
Giuseppe Troiani (fl. XIX secolo) è stato un politico italiano.

## Biografia
Fu eletto assessore alla Polizia Urbana e Rurale nella seduta comunale del 14 ottobre del 1871, a seguito della quale, il 21 ottobre il sindaco Francesco Rospigliosi Pallavicini si dimise perché in disaccordo con la nomina dei componenti della Giunta Comunale.
Subentrò al Grispigni come Assessore facente funzioni sindaco nel maggio del 1872.

## Onorificenze
Cavaliere dell'Ordine dei Santi Maurizio e Lazzaro.